# Forteresse de Spandau
La forteresse de Spandau est une fortification prussienne construite au XIXe siècle pour protéger la ville alors indépendante de Spandau et l'industrie d'armement qui s'y trouve. Son développement commence pendant l'occupation française lors des guerres napoléoniennes et se termine avec l'abandon du statut de forteresse en 1903. L'enceinte médiévale de la ville et la citadelle de Spandau, construite au XVIe siècle, fait partie de la forteresse de Spandau. Le développement de Spandau est sévèrement limité jusqu'en 1903 en raison de son statut de forteresse et de l'utilisation de vastes zones par le trésor militaire. Outre la citadelle et le fort Hahneberg (de) en partie détruit, il ne reste que quelques vestiges. Lorsque le terme de forteresse de Spandau est utilisé dans le cadre de l'histoire du XVIe   au   XVIIIe siècle, il fait référence à la citadelle de Spandau.

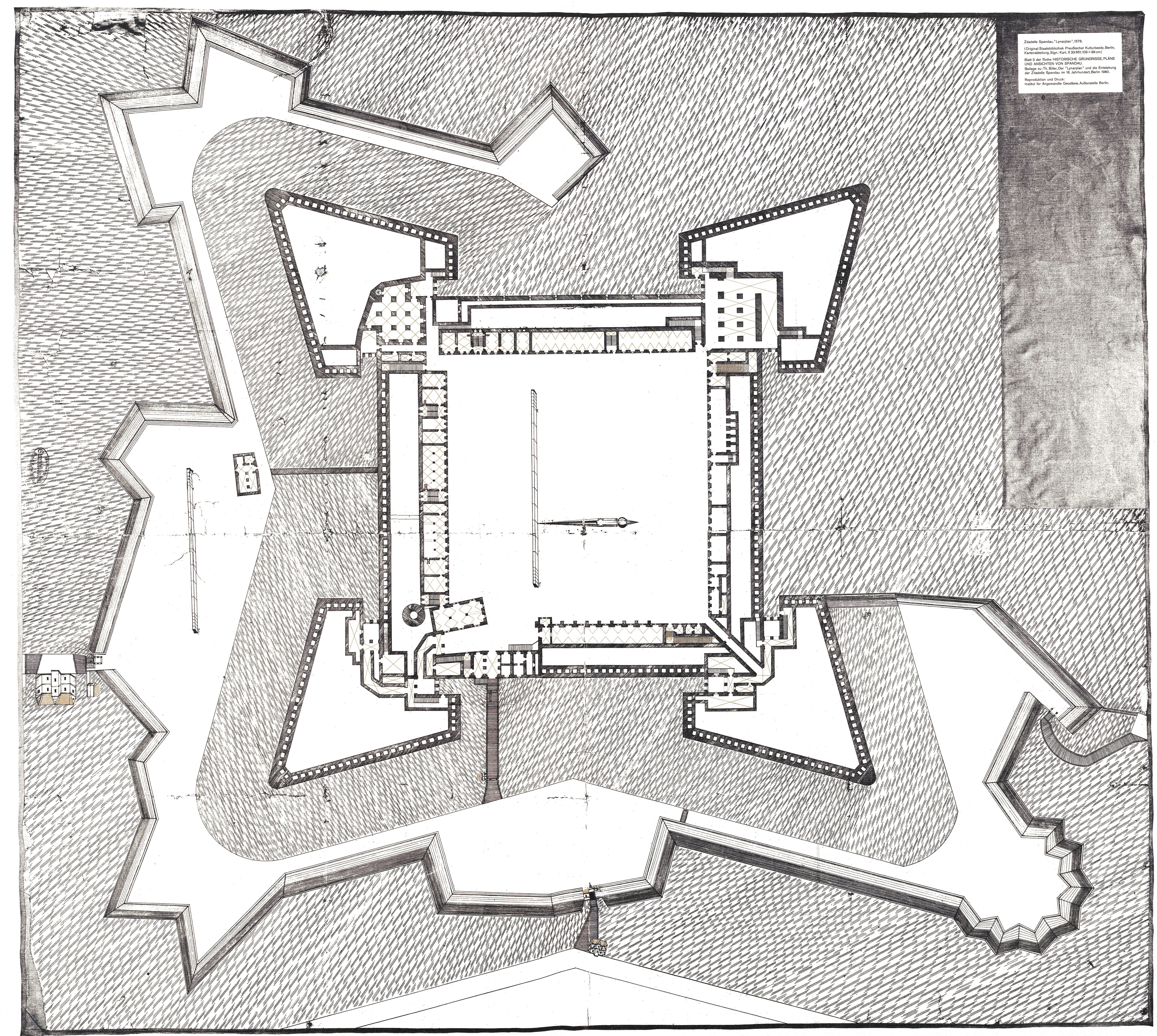
Plan Lynar de la citadelle de Spandau, 1578

## Débuts

### Moyen Âge

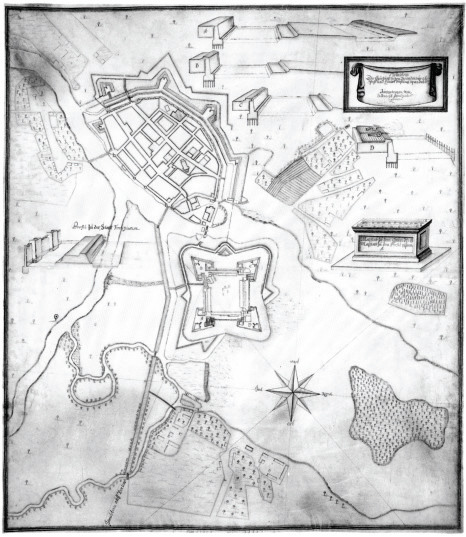
Forteresse de Spandau, vers 1685

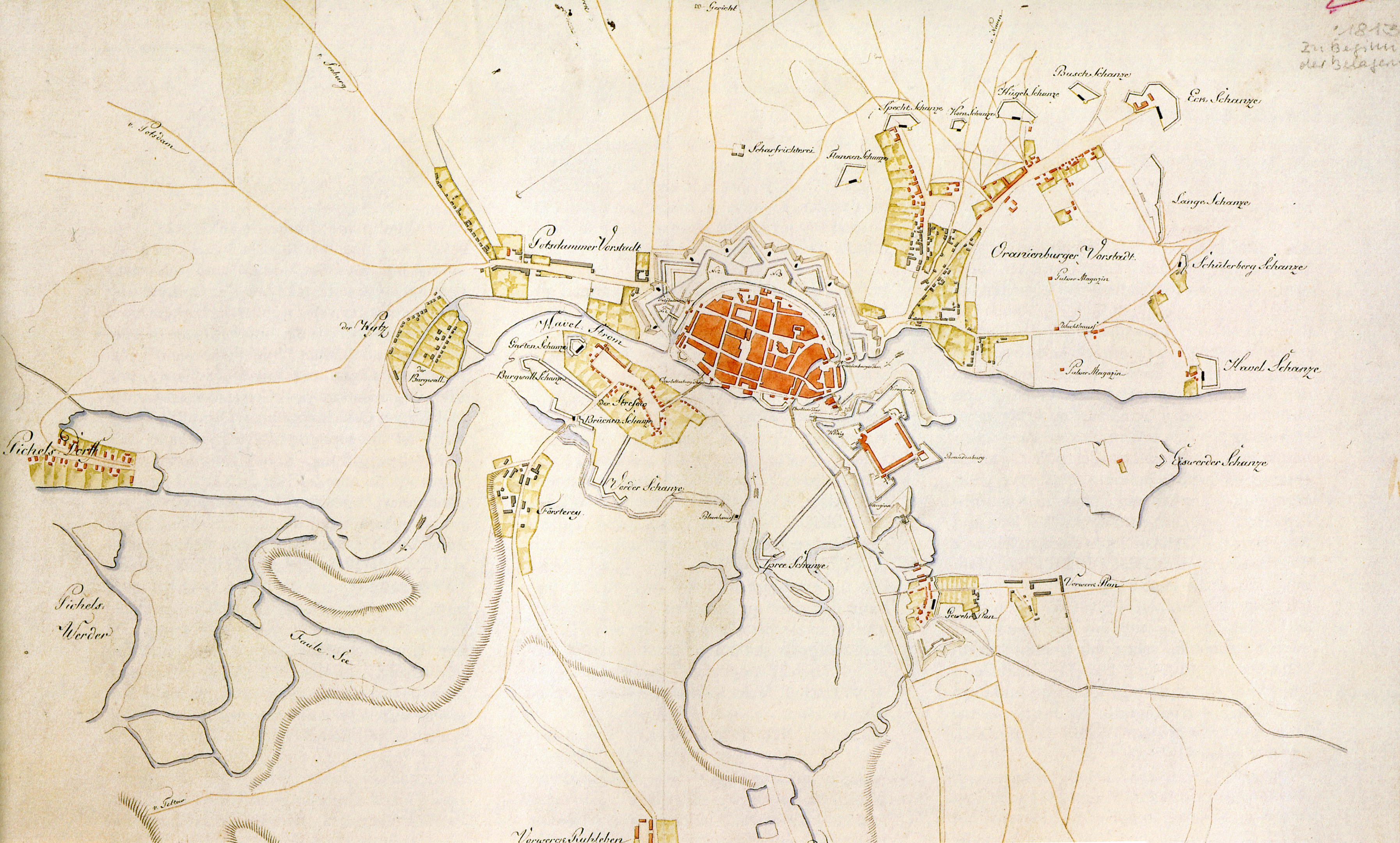
Plan de situation, 1812

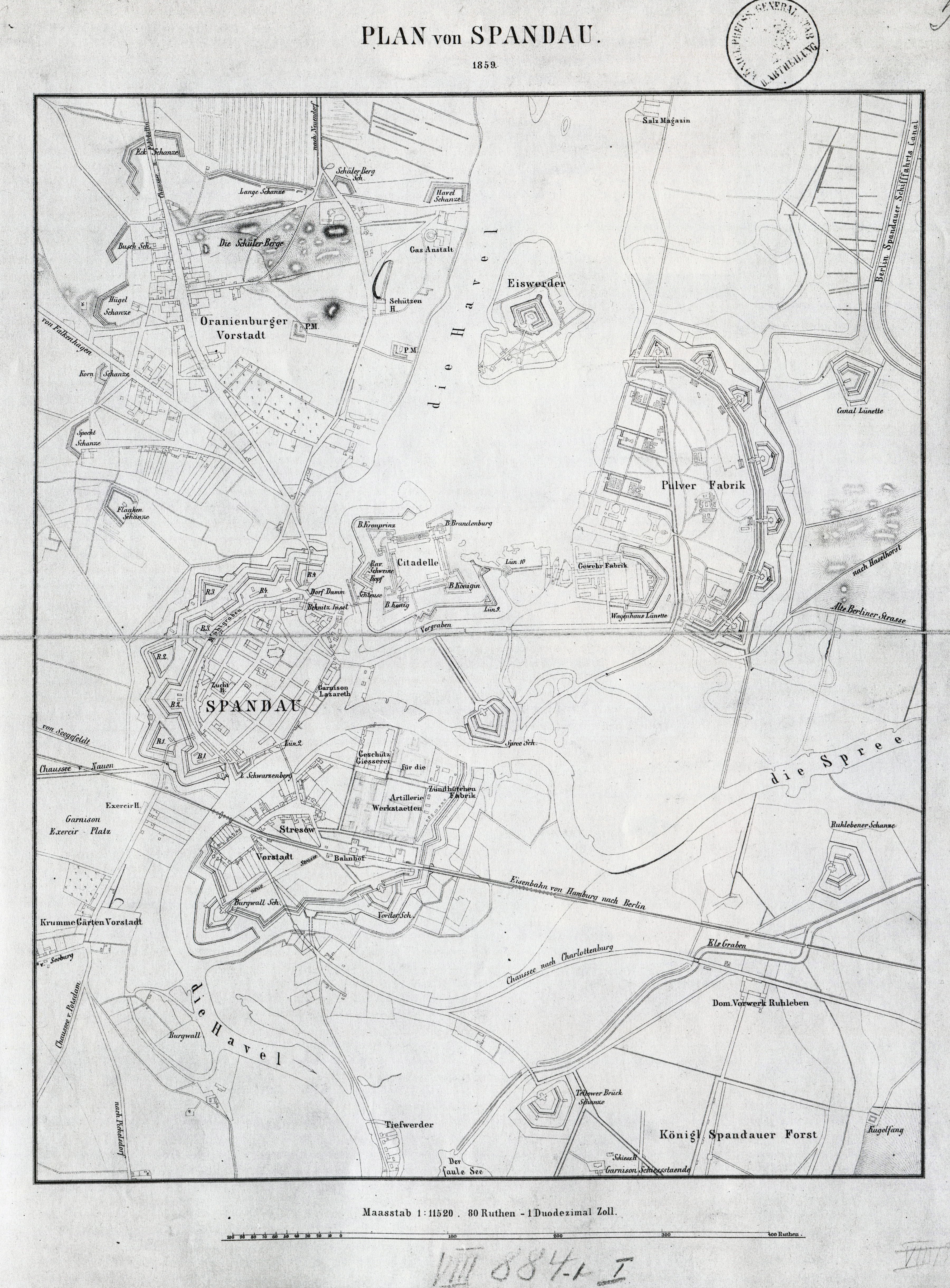
Plan de Spandau, 1859

Les origines de Spandau remontent à une colonie slave construite au confluent de la Havel et de la Sprée. Jusqu'à la fin du Xe siècle, cette installation non fortifiée donne naissance à un château fortifié dont le nom slave n'a pas été transmis et qui est donc appelé dans les recherches le grad de Spandau (de). La colonie s'étend rapidement au rivage voisin, avec accès à l'île via un pont en bois. La colonie est  abandonnée au XIIe siècle. Pendant ce temps, la population se déplace vers Spandau, une ville voisine et nouvellement fondée.
Les plus anciennes fortifications de la ville de Spandau datant du XIIIe siècle se compose d'un mur en bois et terre et couvre grossièrement la zone située entre la Mönchstrasse, Havelufer, Mauerstrasse et Viktoriaufer. La construction des remparts en pierre de la ville commence au XIVe siècle. Le mur entoure la zone de la vieille ville actuelle. Il se compose d'une base en pierre des champs surmontée d'un mur de briques crénelé, qui atteignait une hauteur de six mètres. Du côté de la Havel, il y a quatre tours rondes qui ferment les portes des remparts de la ville. Le mur du côté ouest est régulièrement renforcé par des maisons-refuges (de) rectangulaires. Le mur d'enceinte le long du Mühlengraben n'est démolie qu'après 1880. Seuls deux courts tronçons sur le Viktoriaufer et le Hohen Steinweg sont conservés.
Depuis le début du Moyen Âge, des bâtiments antérieurs sont implantés sur le site de l'actuelle citadelle de Spandau pour sécuriser le passage de la Havel. Ces structures sont nettement plus petites que la citadelle et sont situées sous sa cour sud-ouest. Sous la courtine ouest, les restes des fondations d'un mur en bois et terre provenant d'une fortification slave datant d'environ 1050 ont été fouillés. La Tour Jules est construite au début du XIIIe siècle et sert de donjon. À côté se trouve le Palas, datant du XIVe siècle. Les fondations en pierre du mur d'enceinte du château, datant du XVe siècle, se trouvent également sous la curtine ouest.

### Construction de la citadelle (1557-1584)
Spandau continue à se développer en tant que ville normale jusque vers 1560, jusqu'à ce que l'électeur Joachim II ordonne que le château soit remplacé par une forteresse d'État. Le maître d'œuvre convoqué Rochus zu Lynar construit la citadelle. Les travaux préparatoires à la construction de la citadelle débutent en 1557. Le début effectif de la construction et la conception des renforcements ont lieu en 1560. La forteresse construite symétriquement comporte quatre bastions reliés par des courtines. La longueur du bord du quadrilatère du mur-rideau est de 208 mètres × 195 mètres. Il est entièrement entouré de douves. La première occupation des équipes a lieu en 1580 et la construction de la forteresse est achevée en 1594.

### Expansion des murs de la ville (1600-1790)
Les fortifications de la ville sont renforcées au cours de la première moitié du XVIIe siècle. Du côté ouest, un mur avec trois bastions, un demi-bastion et des douves sont construits à l'extérieur du fossé du moulin. Les remparts de la vieille ville restent debout. Le faubourg du Stresow, sur l'autre rive de la Havel, n'a à cette époque aucune fortification.
En 1691, la poudrière du bastion du prince-héritier explose dans la citadelle et détruit considérablement le bastion. Le bastion est reconstruit dans les années suivantes. La demi-lune de la Tête de Cochon est réalisée en 1704 devant la courtine ouest de la citadelle.
Avec la fondation de la Fabrique royale prussienne de fusils en 1722 sur ordre du roi Frédéric-Guillaume Ier, Spandau devient l'un des sites de production d'armements les plus importants de Prusse. Cela a un impact considérable sur le développement de la ville et de la forteresse au cours des 200 années suivantes. L'emplacement d'une manufacture d'armes ne peut être qu'un lieu militairement sécurisé, qui doit en outre être facilement accessible par voie d'eau, car les mauvaises routes ne constituent pas un moyen de transport rapide et confortable. La fabrique de fusils est construite à l'Est de la citadelle. Outre Spandau, il existe jusqu'en 1852 un deuxième site de production à Potsdam.
Deux poudrières sont construites après 1750 entre le quartier d'Oranienbourg et la Havel, au niveau de l'actuelle Lynarstraße, afin d'éliminer le risque d'explosion de poudre à l'intérieur des murs de la ville. Le magasin occidental n'est démoli qu'après la Seconde Guerre mondiale

## Aménagement en ville fortifiée

### Pendant les guerres napoléoniennes (1800-1814)
Pendant les guerres napoléoniennes, Spandau connut deux conflits militaires. Du 24 au 25 octobre 1806, la citadelle est assiégée par les Français, ce qui fait capituler les Prussiens. Spandau, occupée par les Français, est assiégée par les troupes russes en mars 1813. Les troupes prussiennes remplacent les Russes et commencent à bombarder Spandau et la citadelle de Spandau. Un tir d'artillerie des Prussiens fait exploser la poudrière du bastion de la Reine. Le 26 avril 1813, la garnison remet la forteresse à la Prusse en échange d'un retrait gratuit.
Pendant l'occupation française, les fortifications autour de la ville sont agrandies. Les remparts de la ville reçoivent quatre ravelins supplémentaires. Devant les remparts se trouve le glacis. Autour du faubourg d'Oranienbourg, situé à l'extérieur des remparts, neuf ouvrages de terrassement sont construits (du sud au nord : Flanken, Specht, Korn, Hügel, Busch, Eck, Lange, Studentberg et Havelschanze (de)). Il n'y a pas de rempart de liaison. Une autre redoute est construit sur l'île d'Eiswerder. Un ouvrage à cornes est construite à l'Est de la fabrique de fusils et la redoute de la Spree est construite au sud de la citadelle. Afin de protéger Stresow, quatre redoutes sont construites ici (du sud au nord : redoute du jardin, redoute du mur de château, redoute du pont et redoute frontale).

### Agrandissement de la forteresse 1814-1872
Jusqu'au milieu du XIXe siècle, l'importance de Spandau en tant que site d'armement s'accrut considérablement. Entre 1829 et 1868, la fabrique royale de poudre (de) et une usine à gaz sont construites dans l'actuel Haselhorst, les laboratoires de feux d'artifice sont construits à Eiswerder et la fonderie d'armes à feu, l'atelier d'artillerie et l'usine d'amorces sont construits à Stresow. En outre, le deuxième site de la fabrique de fusils à Potsdam est fermé et transféré à Spandau.
Dans le même temps, les fortifications sont considérablement agrandies. Les nouvelles installations sont construites selon le « nouveau style de forteresse prussienne ». Le Bastion de la Reine est restauré de 1832 à 1842. Parallèlement, le retranchement autour du moulin à poudre comportant sept bastions est construit. Entre 1841 et 1859, les fortifications autour de la vieille ville sont entièrement rénovées ; le batardeau qui existe encore aujourd'hui date également de cette phase de construction. Les fortifications de Stresow sont agrandies en 1855-1856. Le mur du château et la redoute avant sont agrandis et équipés d'une redoute en briques. En 1856, la façade du canal de l'arc du canal de navigation Berlin-Spandau est achevée. De 1855 à 1866, les redoutes de Teltow et la Ruhleben sont construites comme ouvrages extérieurs sur l'Elsgraben et la redoute de la Spree est reconstruite.
La concentration de la production d'armement et les fortifications de la ville ont un impact significatif sur Spandau. Les entreprises d'ñtat ne payent aucun impôt. En raison de la législation actuelle en matière de rayon, de grandes zones devant les remparts ne sont pas autorisées à être construites jusqu'à une distance de plus de 1 300 mètres en raison de la forteresse. De nombreux travailleurs qui ont besoin d'un logement à Spandau sont mal payés. Cela signifie que les recettes fiscales de la ville sont faibles. Dans le même temps, il faut supporter les coûts d’infrastructure d’une population croissante. Des zones supplémentaires de la ville sont nécessaires pour les casernes. C'est ainsi qu'est construite la caserne de Stresow entre 1860 et 1862 au Grenadierstraße 13-16. À l'extérieur de la ville, entre Tiefwerder et Ruhleben, se trouve l'école royale militaire de tir de Spandau avec ses champs de tir.

### Agrandissement de la forteresse 1873-1903
Avec la loi sur la forteresse impériale du 30 mai 1873, le statut de forteresse de Spandau est maintenu et des fonds furent mis à disposition pour une expansion moderne. L'argent provient du paiement de la contribution française à l'Empire allemand après la fin de la guerre franco-prussienne. Afin d'agrandir la zone urbaine, de nouveaux remparts avec des douves devant sont construits autour du faubourg d'Oranienbourg. Ils passent dans le territoire qui se situe aujourd'hui entre les Hohenzollern et les Askanierrings. Les anciens remparts autour de la ville, l'enceinte médiévale et les anciens terrassements sont démolis après l'achèvement de la nouvelle ligne de fortification.
La gamme d'artillerie s'élargit encore grâce à de nouvelles méthodes de production. Il est donc prévu de construire quatre forts extérieurs autour de Spandau, distants de trois à quatre kilomètres. En 1882 commence la construction du Fort Hahneberg (de) à Staaken. Le fort doit être renforcé au cours des six années de travaux de construction, le développement des grenades explosives ayant désormais rendu ce type de fortification inefficace. La construction des trois autres forts est alors abandonnée.
En plus des bâtiments résidentiels, des installations militaires sont également construites dans la zone urbaine considérablement élargie, comme la caserne des étudiants de montagne (vers 1880), la boulangerie et la blanchisserie de garnison (vers 1880) et le bureau des vêtements du 3e corps d'armée (vers 1888), l'hôpital de garnison de la Lynarstraße (1880-1883) et les abris d'artillerie de la Neue Bergstraße (vers 1875-1880). Une voie ferrée de liaison y est construite en 1890, qui part de la ligne Berlin-Hambourg à la Galenstraße et longe les remparts. Un embranchement vers la porte de la Havel permet de transporter de la poudre, qui peut ensuite être transportée par bateau depuis un point de chargement sur la Havel jusqu'à la grande poudrière de Hohen Neuendorf. En 1907, la ligne de liaison est fermée et les dépôts de voitures d'artillerie sont reliés à la ligne de Bötzow (de), ouverte en 1908, via la gare Johannesstift.
Les usines d'armement sont encore agrandies. Une fabrique de cartouches est construite sur le Zitadellenweg (à partir de 1883), une fabrique de munitions, également sur le Zitadellenweg (à partir de 1890), et une usine chimique au Salzhof (à partir de 1890) pour l'acide nécessaire à la production de poudre. Le chemin de fer militaire de Spandau (de) est construit en 1892 pour relier toutes les usines de la rive Est de la Havel. Il bifurque vers l'Est de ce qui est alors la gare de Spandau (de) sur la ligne Berlin-Hambourg, traverse la Spree et menait via la Zitadellenweg et la Daumstrasse jusqu'au Salzhof avec un embranchement vers l'île d'Eiswerder. Il est encore utilisé jusque dans les années 1990, mais est relié au chemin de fer de marchandises Siemens car le pont de la Spree a été détruit en 1945.
De nouveaux bâtiments sont également construits à l'extérieur de la forteresse, comme la conserverie militaire sur la Gartenfelder Straße, la zone d'entraînement terrestre du génie au bout de la Pionierstraße, la zone d'entraînement aquatique du génie sur la Mertensstraße et la prison de la forteresse (à partir de 1878) sur la Wilhelmstraße. La caserne du train (1885-1886) est construite juste à côté. Le 27 janvier 1903, les fortifications de Spandau sont abandonnées, à l'exclusion de la citadelle et du fort Hahneberg

## Après la suppression du statut de forteresse

### Démolition et réutilisation
Cependant, certaines zones de la forteresse ont déjà été démolies, par exemple les trois lunettes nord du Grützmachergraben, qui sont probablement nécessaires à l'agrandissement des usines d'armement. Les travaux de démolition des remparts de Neustadt commencent en 1908. La démolition des fortifications de Stresow commence avec le rehaussement du réseau ferroviaire de Spandau en 1910 et n'est achevée qu'après la fin de la Première Guerre mondiale dans le cadre de travaux d'urgence. La lunette du canal disparaît lors de la construction du centre de recherche du Reich d'Haselhorst (de) au début des années 1930. Les deux lunettes sud du Grützmachergraben ne sont rasées qu'à la fin des années 1950. La redoute de Ruhleben est démoli dans les années 1970 pour agrandir la station d'épuration de Ruhleben.

### Fortifications encore existantes
| Liste des monuments historiques | Situation                                | Nom officiel                                              | Description | Photo |
| ------------------------------- | ---------------------------------------- | --------------------------------------------------------- | --- | ----- |
| 09085827                        | Spandau, Viktoria-Ufer Jüdenstraße       | Ancienne muraille de la ville                             | 1re moitié du XIVe siècle. Seule la partie inférieure du mur est conservée dans son état d'origine. Le toit et la tour ronde attenante sont des ajouts des années 1920. |       |
| 09085611                        | Spandau, Hoher Steinweg (Flurstück 178)  | Remparts de la ville avec les restes de la maison-refuge. | 1re moitié du XIVe siècle |       |
| 09085439                        | Haselhorst, Am Juliusturm                | Citadelle de Spandau                                      | Citadelle avec bastions (à partir de 1560), courtines, ravelin, construction de la porte (après 1578 et 1839), glacis avec espaces libres, 1557-1597 par C. Römer, Francesco Chiaramella de Gandino (de), Rochus zu Lynar; magasin de la courtines orientale, XVI-XVIIe s. ; caserne de la courtine nord, 1860-1861, modifiée en 1959 ; arsenal de la courtine sud, 1857 de Carl Ferdinand Busse (de) ; maison des officiers, 1886-1888 ; bâtiment nord, 1860-1861 ; hangar d'exercice, vers 1890 |       |
| 09085439                        | Haselhorst, Am Juliusturm                | Tour Julius et Palas                                      | Tour Julius vers 1200, couronne de créneaux rénovée en 1838 par Karl Friedrich Schinkel ; Palas vers 1521-1523 |       |
| 09085439                        | Haselhorst, Am Juliusturm                | Précurseur de la citadelle de Spandau                     | Vestiges de fondation d'un mur en bois et en terre (vers 1050) ainsi que fondations en pierre du mur du château (XVe siècle). |       |
| 09085812                        | Spandau, Stabholzgarten Am Wall          | Batardeau                                                 | 1841–1847 |       |
| 09085585                        | Haselhorst, Grützmachergraben (de)       | Une partie du rétranchement de la poudrerie               | 1832–1837 |       |
| 09085768                        | Spandau, Ruhlebener Straße 5             | Réduit de la redoute du rempart du château                | La redoute du château est construit entre 1855 et 1862 pour protéger l'industrie de l'armement sur le Stresow et est démantelé en 1903. Le réduit est encore conservé aujourd'hui. Dans les années 1920, il est transformé en torréfaction de café en gros Fritz-Haak. Aujourd'hui, le bâtiment abrite une institution culturelle privée. |       |
| 09085596                        | Wilhelmstadt, Havelchaussee Elsgrabenweg | Redoute de Teltow                                         | Rempart avec traverse creuse et fossé, achevé en 1866. Seul un tiers des remparts est conservé. Le réduit est démoli. |       |
| 09085593                        | Staaken, Hahnebergweg                    | Fort Hahneberg (de), Fortifications                       | Le fort est construit de 1882 à 1886 en tant que forteresse avancée. Ce fort doit servir à défendre la citadelle de Spandau. Pendant la Seconde Guerre mondiale, le fort est une position antiaérienne. Le fort est aujourd'hui utilisé comme musée. |       |
|                                 | Hakenfelde, Havelschanze                 | Fossés des fortifications de la ville nouvelle            | Le fossé entre les bastions VIII et IX n'est pas comblé, mais utilisé après 1908 comme port nord de Spandau (de). La ligne de rivage est toujours conservée dans son ancienne forme. |       |
|                                 | Wilhelmstadt, Pichelsdorfer Straße 89    | Maison d'habitation                                       | Maison d'habitation à colombages dans l'ancien deuxième arrondissement |       |

### Bâtiments militaires toujours existants
Cette liste ne comprend que les bâtiments construits avant 1903.
| Liste des monuments historiques | Situation                                                   | Nom officiel                                                                     | Description | Photo |
| ------------------------------- | ----------------------------------------------------------- | -------------------------------------------------------------------------------- | --- | ----- |
| 09085690                        | Spandau, Neue Bergstraße 7–11                               | Maisons de l'artillerie                                                          | |       |
| 09085690                        | Spandau, Askanierring                                       | Caserne Schülerberg                                                              | Construit dans les années 1870 et 1880. Garnison du 3e régiment de grenadiers de la Garde, jusqu'en 1914 3e bataillon du génie v. Rauch, 3e bataillon de remplacement du génie, 1919 3e bataillon du génie de la Reichswehr, 1924-1935 école de police pour l'exercice physique, 1935-1939 école de sport de la Luftwaffe. 1945-1994 Brigade d'infanterie de Berlin. |       |
| 09085030                        | Wilhelmstadt, Wilhelmstraße 22–24                           | Logements des fonctionnaires de l'ancienne prison de la forteresse               | 1878–1881 |       |
| 09085841                        | Wilhelmstadt, Wilhelmstraße 25–30                           | Caserne du Train (Smuts Barracks)                                                | 1885-1886 et agrandissements ultérieurs |       |
| 09085583                        | Spandau, Grenadierstraße 13–16 Grunewaldstraße 8            | Caserne Stresow I                                                                | Une partie du 5e régiment de grenadiers de la Garde est stationnée dans la caserne Stresow I (du nom de la localité de Stresow). Une deuxième caserne plus petite (la caserne Stresow II) se trouve sur l'actuelle place Stresow. Après la Première Guerre mondiale, le bâtiment de la caserne est transformé en hôpital puis (à partir de 1940) en immeuble locatif. La particularité de ce bâtiment réside dans les arcades qui desservent l'extérieur des unités d'habitation. |       |
| 09080545                        | Spandau, Moritzstraße 10 Altstädter Ring, Falkenseer Damm 1 | Manège et écuries de la caserne Moritzstraße                                     | vers 1892 et vers 1910 |       |
| 09080549                        | Spandau, Lynarstraße 12                                     | Hôpital de garnison                                                              | hôpital de garnison : 1880-1883 par le fisc militaire, avec les maisons 14, 15, 17, 18 |       |
| 09080550                        | Spandau, Neuendorfer Straße 1–3                             | Laverie de la garnison, office des vivres de l'armée, boulangerie de la garnison | Boulangerie de garnison et lavoir de garnison avec mur d'enceinte 1880 ; maison d'habitation des fonctionnaires et boulangerie, 1896-1897 ; maison d'habitation du lavoir, 1915-1916 |       |
| 09085052                        | Spandau, Fehrbelliner Straße 29–29c                         | Bureau de l'habillement du 3e corps d'armée                                      | 1888 par le service de construction militaire. Sur les quatre bâtiments d'origine, les trois bâtiments situés au nord sont démolis au printemps 2015. |       |
| 09085460                        | Spandau, Behnitz 3                                          | Bâtiment de service de l'autorité de fortification avec annexe                   | 1868 |       |

### Bâtiments existants de l'industrie de la défense
Cette liste ne comprend que les bâtiments construits avant 1903.
| Liste des monuments historiques | Situation                                                                  | Nom officiel                                                                        | Description | Photo |
| ------------------------------- | -------------------------------------------------------------------------- | ----------------------------------------------------------------------------------- | --- | ----- |
| 09080544                        | Hakenfelde, Eiswerderstraße 14, 16–19                                      | Bâtiment de production de l'ancien laboratoire de feux d'artifice                   | vers 1870 jusqu'à avant 1918 |       |
| 09080557                        | Hakenfelde, Eiswerderstraße 13                                             | Bâtiment administratif des laboratoires de feux d'artifice, école Gottlob-Münsinger | Le bâtiment est construit en 1893/1894, d'abord comme logement pour les troupes du génie, puis comme bâtiment administratif. |       |
| 09080543                        | Hakenfelde, Neuendorfer Straße 31–37 Eiswerderstraße 1–5, 9                | Établissement militaire fiscal                                                      | Maisons d'habitation et remise de l'ancien laboratoire de feux d'artifice, vers 1874-1876 |       |
| 09085826                        | Haselhorst, Kleine Eiswerderstraße 14                                      | Extension de la poudrerie royale de Spandau avec château d'eau                      | Aile administrative, vers 1890 ; centrale électrique, vers 1910 |       |
| 09085530                        | Haselhorst, Daumstraße 25/25a                                              | Bâtiment de la poudrerie                                                            | partie d'un réfectoire, 1888 ( ?); maison d'habitation, vers 1917 |       |
| 09085817                        | Haselhorst, Telegrafenweg 21                                               | Bâtiment de carbonisation de l'ancienne usine royale de poudre de Spandau           | avant 1859 |       |
| 09085752                        | Haselhorst, Rhenaniastraße 35                                              | Salle des machines et tamis 2 de l'ancienne poudrerie                               | vers 1890 |       |
| 09085704                        | Haselhorst                                                                 | Fossé d'évacuation Est de l'ancienne usine royale de poudre de Spandau              | 1832–1837 |       |
| 09085839                        | Haselhorst                                                                 | Fossé d'évacuation ouest                                                            | 1559–1583, avant 1897 |       |
| 09085845                        | Haselhorst, Zitadellenweg 16                                               | Résidence des officiers et des fonctionnaires de la fabrique royale de fusils       | 1872–1873 |       |
| 09012509                        | Haselhorst, Zitadellenweg 20–34                                            | Bâtiment de la fabrique de fusils (Boschwerke) avec halle 617                       | avant 1897 ; halle 600-603, avant 1918 ; halle 604, après 1918 ; pont en acier ; partie du fossé de dérivation ouest avec barrage Est, ouest et central |       |
| 09085848                        | Haselhorst, Zitadellenweg 20g                                              | Bâtiments de production de la fabrique de fusils                                    | vers 1900 et avant 1918 |       |
| 09012508                        | Haselhorst, Zitadellenweg 15–17                                            | Fabrique de cartouches ( ?)                                                         | vers 1890 Am Juliusturm |       |
| 09085441                        | Haselhorst, Am Juliusturm 51–53                                            | Usine de projectiles des fabriques royales de défense                               | 1901–1903 |       |
| 09085450                        | Spandau, Am Schlangengraben 9a–d                                           | Bâtiments d'atelier d'artillerie et maisons en bois d'œuvre                         | Atelier d'artillerie et maison en bois d'œuvre II 1862-1868, maison en bois d'œuvre II transformée en 1917 en atelier de tournage |       |
| 09085703                        | Spandau, Obermeierweg 18                                                   | Fonderie de canons de Spandau                                                       | Nouvel atelier de perçage avec clôture 1871-1874 ; Halle II avec portail et clôture, 1914-1915 En 1828, l'État prussien décide de construire une nouvelle fonderie de canons à Spandau. En 1855, les installations sont suffisamment achevées pour que la production puisse commencer. Jusqu'à la Première Guerre mondiale, la fonderie d'artillerie est transformée et agrandie à plusieurs reprises. Aujourd'hui, seuls l'atelier de perçage (construit entre 1871 et 1874 dans le style de l'architecture berlinoise de Schinkel) et un atelier de l'époque de la Première Guerre mondiale sont conservés. |       |
| 09085552                        | Haselhorst, Feldzeugmeisterstraße 1/2 Gorgasring 1/2 Riensbergstraße 39–42 | Colonie de travailleurs du fisc militaire                                           | à partir de 1895–1896 |       |
| 09085825                        | Haselhorst, Kleine Eiswerderstraße                                         | Petit pont d'Eiswerder                                                              | Années 1890, construit comme pont combiné ferroviaire et routier |       |
|                                 | Haselhorst, Am Juliusturm                                                  | Chemin de fer de raccordement militaro-fiscal                                       | Pont de chemin de fer sur le Grützmachergraben |       |

### Noms de rues
Un certain nombre de noms de rues, de noms de colonies de jardins familiaux et de noms de quartiers rappellent les fortifications de la ville.
- Alte Schanze
- Am Fort
- Am Juliusturm
- Am Schlangengraben
- Am Wall
- An der Bastion
- An der Spreeschanze
- Burgwall
- Eckschanze
- Elsgrabenweg
- Falkenhagener Tor
- Grenadierstraße
- Fehrbelliner Tor
- Flankenschanze
- Glacisweg
- Grüner Wall (Havelinsel)
- Havelschanze
- Heidetor
- Hügelschanze
- Juliusturmbrücke
- Kasernenweg
- Kolonie Neuer Exerzierplatz
- Kolonie Alter Exerzierplatz
- Kolonie Burgwallschanze
- Kolonie Schlangengraben
- Lünette
- Mauerstraße
- Möllentordamm
- Oranienburger Tor
- Pulvermühlenweg
- Ruhlebener Schanze
- Schanzenstraße (ehemals)
- Spandauer Burgwall
- Teltower Schanze
- U-Bhf Zitadelle
- Wallbrücke
- Zitadellenbrücke
- Zitadellengraben
- Zitadellenweg

## Commandants de la forteresse
- 1813–1817: Karl Friedrich Peter von Brockhausen (de)
- 1817–1829: Johann Christian August von Boehler (de)
- 1829–1834: Friedrich Heinrich Ludwig von Pfuel
- 1834–1843: Anton Ludwig von Petery (de)
- 1843–1845: Gustav von Bennigsen (de)
- 1845–1852: Johann Friedrich Weigand (de)
- 1852–1854: Richter[20]
- 1854: 00000Albert August Wilhelm Deetz (de)
- 1855–1859: Paul Maximilian von Roux (de)
- 1859–1864: Ferdinand von Seckendorff (de)
- 1865–1878: Guido Alexander von Streit (de)
- 1878–1883: Barthold von Quistorp
- 1883–1885: Siegfried von Tietzen und Hennig (de)
- 1885–1886: Eduard von Krause (de)
- 1886–1888: Hermann von Schkopp (de)
- 1888–1893: Schmidt von Knobelsdorf
- 1893–1895: Adolf von Michaelis (de)
- 1895: 00000Franz Anton Neubronn von Eisenburg
- 1895–1896: Hugo von Kotze
- 1896–1902: Karl von Funck (de)
- 1902: 00000Rudolf Pabst von Ohain (de)